# Qazim Laçi
Qazim Laçi (* 19. ledna 1996 Peshkopi) je albánský profesionální fotbalista, který hraje na pozici středního záložníka za turecký klub Çaykur Rizespor a za albánskou reprezentaci.

## Klubová kariéra

### Olympiakos
Laçi se narodil v albánském Peshkopi, ale v mládí se přestěhoval s rodiči do Řecka, kde začal svou mládežnickou kariéru v Olympiakosu.
Svůj profesionální debut si odbyl 3. února 2016 ve čtvrtfinále řeckého poháru proti Asterasu Tripolis, kde nastoupil jako střídající hráč v 90. minutě.

#### APOEL (hostování)
Dne 16. června 2016 odešel Laçi na roční hostování do kyperského APOELu. 4. ledna 2017 však bylo Laçiho hostování, aniž by odehrál jediné utkání v dresu klubu, bylo ukončeno a hráč se vrátil do Olympiakosu.

#### Levadiakos (hostování)
V lednu 2017 odešel Laçi na další hostování, tentokrát do řeckého Levadiakosu. Debutoval o týden později proti PAE Véroia, kdy odehrál posledních 15 minut utkání.

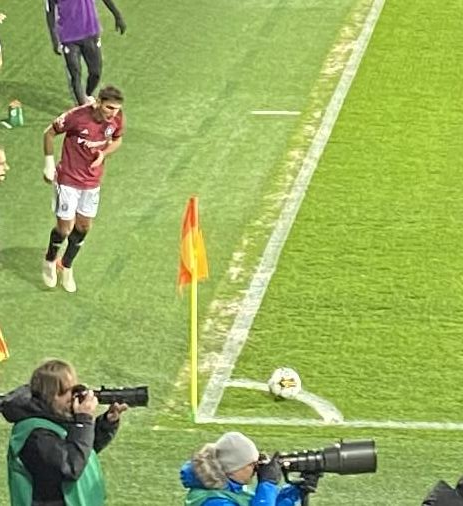
Jako hráč Sparty (březen 2023)

### Ajaccio
V červenci 2017 Laçi zamířil na roční hostování s opcí do francouzského druholigového klubu AC Ajaccio. Svůj první gól vstřelil 18. srpna 2017 v zápase proti Paris FC, kdy zajistil svému týmu vítězství 2:0. V létě 2018 přestoupil Laçi do francouzského klubu natrvalo.

### Sparta Praha
Dne 29. prosince 2022 podepsal Laçi smlouvu s českým klubem Sparta Praha. Své první soutěžní utkání v dresu pražského klubu odehrál 12. února 2023 v ligovém zápase na hřišti Bohemians Praha. 3. května nastoupil do závěru utkání finále českého poháru proti pražské Slavii, Sparta utkání prohrála 0:2. Laçi se během jarní části sezóny 2022/23 stal stabilním členem základní sestavy trenéra Briana Priskeho, nastoupil do 20 soutěžních utkání a svým výkonem pomohl k zisku prvního ligového titulu po devíti letech.
Laçi se usadil v základní sestavě Sparty i na začátku sezóny 2023/24. Svoji první branku ve sparťanském dresu vstřelil 15. srpna 2023 z přímého kopu v prodloužení odvetného zápasu třetího předkola Ligy mistrů proti Kodani. Sparta však do dalšího předkola nepostoupila, prohrála totiž s dánským týmem po penaltovém rozstřelu. 30. září dal Laçi svůj první ligový gól, a to při výhře 2:1 nad Viktorií Plzeň. 14. prosince asistencí přispěl k výhře 3:1 nad Arisem Limassol v zápase základní skupiny Evropské ligy a přispěl k postupu do jarní vyřazovací fáze soutěže. 22. února 2024 asistoval v nastavení odvetného utkání šestnáctifinále proti Galatasarayi na branku Jana Kuchty a pomohl k výhře 4:1 a k postupu do osmifinále. 18. května vyhrála Sparta 5:0 nad Mladou Boleslaví a s předstihem si zajistila obhajobu ligového titulu. O čtyři dny později odehrál Laçi celé utkání finále MOL Cupu a svým výkonem pomohl k výhře 2:1 a k zisku historického double. Laçi nastoupil v sezóně do 43 soutěžních utkání, vstřelil 2 branky a přidal 9 asistencí.

### Çaykur Rizespor
Dne 20. července 2025 podepsal Laçi smlouvu s tureckým týmem Çaykur Rizespor.

## Reprezentační kariéra
Laçi debutoval v reprezentaci Albánie 7. září 2020 v zápase Ligy národů proti Litvě. Nastoupil a odehrál celý zápas, Albánie však doma prohrála 0:1.
V létě 2024 byl Laçi povolán do albánské reprezentace na závěrečný turnaj EURO 2024. Ve skupinové fázi nastoupil do všech tří utkání a skóroval při remíze 2:2 s Chorvatskem. Albánie na turnaji získala jen jediný bod a nepostoupila do vyřazovací fáze.

## Statistiky

### Klubové
K 5. březnu 2023
| Klub               | Sezóna  | Liga         | Liga   | Liga | Národní pohár | Národní pohár | Ligový pohár | Ligový pohár | Celkem | Celkem |
| Klub               | Sezóna  | Liga         | Zápasy | Góly | Zápasy        | Góly          | Zápasy       | Góly         | Zápasy | Góly   |
| ------------------ | ------- | ------------ | ------ | ---- | ------------- | ------------- | ------------ | ------------ | ------ | ------ |
| Olympiacos         | 2015/16 | Superliga    | 0      | 0    | 1             | 0             | —            | —            | 1      | 0      |
| APOEL (host.)      | 2016/17 | A' katigoría | 0      | 0    | 0             | 0             | —            | —            | 0      | 0      |
| Levadiakos (host.) | 2016/17 | Superliga    | 10     | 0    | 1             | 0             | —            | —            | 11     | 0      |
| Ajaccio (host.)    | 2017/18 | Ligue 2      | 24     | 3    | 1             | 0             | 1            | 0            | 26     | 3      |
| Ajaccio            | 2018/19 | Ligue 2      | 19     | 0    | 1             | 0             | 2            | 0            | 22     | 0      |
| Ajaccio            | 2019/20 | Ligue 2      | 27     | 3    | 1             | 0             | 2            | 1            | 30     | 4      |
| Ajaccio            | 2020/21 | Ligue 2      | 36     | 1    | 1             | 0             | —            | —            | 37     | 1      |
| Ajaccio            | 2021/22 | Ligue 2      | 34     | 3    | 0             | 0             | —            | —            | 34     | 3      |
| Ajaccio            | 2022/23 | Ligue 1      | 9      | 0    | 0             | 0             | —            | —            | 9      | 0      |
| Ajaccio            | Total   | Total        | 149    | 10   | 4             | 0             | 5            | 1            | 158    | 11     |
| Sparta Praha       | 2022/23 | Fortuna:Liga | 4      | 0    | 1             | 0             | 0            | 0            | 0      | 0      |
| Celkem             | Celkem  | Celkem       | 163    | 10   | 7             | 0             | 5            | 1            | 175    | 11     |

### Reprezentační
K 5. lednu 2023
| Albánie | Albánie | Albánie |
| Rok     | Zápasy  | Góly    |
| ------- | ------- | ------- |
| 2020    | 5       | 0       |
| 2021    | 9       | 1       |
| 2022    | 6       | 0       |
| Celkem  | 20      | 1       |

#### Reprezentační góly
| Gól | Datum        | Místo                                | Soupeř     | Skóre | Výsledek | Soutěž                                |
| --- | ------------ | ------------------------------------ | ---------- | ----- | -------- | ------------------------------------- |
| 1.  | 8. září 2021 | Qemal Stafa Stadium, Tirana, Albánie | San Marino | 2:0   | 5:0      | Kvalifikace na Mistrovství světa 2022 |

## Ocenění

### Klubová

#### Olympiacos
- Řecký fotbalový pohár: 2014/15

#### Sparta Praha
- 1. česká liga: 2022/23, 2023/24
- MOL Cup: 2023/24